# 德希聖
德希聖（法語：：1867年2月19日—1904年7月19日），是天主教比利時籍主教及方濟會會士。曾任中國湖北西南宗座代牧宗座代牧（1900年-1904年）。

## 生平
德希聖出生於1867年2月19日在比利時弗拉芒大區安特衛普省的城市梅赫倫，20歲時加入方濟會，1890年3月22日，德希聖在23歲時晉鐸。
1900年4月27日，德希聖在33歲時正式獲時任教宗良十三世任命為湖北南境宗座代牧區宗座代牧，領銜埃及亞斯文教區主教。1900年11月11日，由湖北東境宗座代牧江成德主教主禮晉牧。
他曾分別襄禮祝聖在1902年湖南宗座代牧翁明德主教和山西北境宗座代牧鳳朝瑞主教。
1904年7月19日，德希聖主教病逝，享年37歲。